# Kivijärvi (Gällivare socken, Lappland, 746274-167253)
Kivijärvi är en sjö i Gällivare kommun i Lappland och ingår i Luleälvens huvudavrinningsområde. Sjön har en area på 0,346 kvadratkilometer och ligger 454 meter över havet. Kivijärvi ligger i Sjaunja Natura 2000-område.

## Delavrinningsområde
Kivijärvi ingår i det delavrinningsområde (746218-167130) som SMHI kallar för Utloppet av Stuor-Saiva. Medelhöjden är 470 meter över havet och ytan är 8,14 kvadratkilometer. Det finns inga avrinningsområden uppströms utan avrinningsområdet är högsta punkten. Vattendraget som avvattnar avrinningsområdet har biflödesordning 4, vilket innebär att vattnet flödar genom totalt 4 vattendrag innan det når havet efter 245 kilometer. Avrinningsområdet består mestadels av skog (66 procent) och sankmarker (15 procent). Avrinningsområdet har 1,54 kvadratkilometer vattenytor vilket ger det en sjöprocent på 18,9 procent.